# ネクスティ エレクトロニクス
株式会社ネクスティエレクトロニクス（英: NEXTY Electronics Corporation）は、東京都港区に本社を置く、豊田通商グループの半導体商社である。

## 概要
前身にあたるトーメンエレクトロニクスが、2014年（平成26年）12月30日に豊田通商の完全子会社となった後、2017年（平成29年）4月1日に豊通エレクトロニクスを吸収合併し、現在の商号となった。この合併に伴い、豊通エレクトロニクスの本社があった名古屋と東京（旧トーメンエレクトロニクス本社）の二本社体制をとっている。

## 沿革
- 1972年9月 - 帝人株式会社とアイ電子測器株式会社の合弁により、「帝人アドバンストプロダクツ株式会社」設立。
- 1975年6月 - アイ電子測器の保有する株式を帝人に譲渡。
- 1983年12月 - 帝人から株式会社トーメン（現在の豊田通商）に全株式を譲渡。
- 1984年2月 - 旧「株式会社トーメンエレクトロニクス」と合併し、株式会社トーメンエレクトロニクスとなる。
- 1992年3月 - 半導体部門の一部を分離。トーメン及び三星電子ジャパン株式会社（現在の日本サムスン）との合弁企業として、株式会社トーメンデバイスを設立。
- 1997年9月 - 株式を店頭公開。
- 1999年11月 - 東京証券取引所2部上場。
- 2001年3月 - 東京証券取引所1部指定替え。
- 2014年
  - 1月 - 親会社の豊田通商がTOBを実施すると発表[3]。
  - 8月 - TOBの結果、豊田通商が当社株式の62.97％を取得[4]。
  - 12月25日 - 上場廃止。
  - 12月30日 - 株式の全部取得手続により、豊田通商の完全子会社となる。
- 2017年
  - 4月1日 - 同じく豊田通商グループに属する株式会社豊通エレクトロニクスを吸収合併。同時に豊田通商本体の海外エレクトロニクス事業を譲受し、株式会社ネクスティ エレクトロニクスに商号変更[5][6][7]。
  - 12月1日 - 東芝マイクロエレクトロニクス株式会社と車載ソフトウエア開発の合弁会社であるネクスティ システムデザイン株式会社を設立[8]。
- 2019年9月1日 - 子会社の株式会社ピーピーエルを吸収合併[9]。
- 2020年4月 - キャッツ株式会社のODM事業を譲り受け、株式会社ネクスティエンジニアリングサービスを設立[10]。

## 関連会社
- ネクスティシステムデザイン株式会社
- 株式会社ネクスティエンジニアリングサービス
- TOYOTA TSUSHO NEXTY ELECTRONICS HONG KONG CO., LTD.
- 上海虹日国際電子有限公司
- 株式会社Fixstars Autonomous Technologies
- C&S Group Gmbh
- 株式会社トーメンデバイス
- 株式会社スマートコムラボラトリーズ
- キャッツ株式会社